# Flyginstrument
Flyginstrument är de mätinstrument som krävs i ett luftfartyg för att kunna flyga det på ett säkert sätt. Varje typ av luftfartyg kräver sina speciella flyginstrument och sina lämpliga mätområden för sina godkända användningsområden. Dit hör bland andra höjdmätare, fartmätare, machmätare, variometer, horisontgyro, sväng/girindikator, kompass, G-mätare och möjligen mätare för motorvarvtal eller motordragkraft. Det finns dock ingen allmänt erkänd definition av vad som ingår i gruppen flyginstrument och heller inget behov av en sådan, eftersom erforderliga flyginstrument kan vara olika för olika typer av luftfartyg.
Navigationsinstrument, som krävs för att kunna navigera säkert i och över moln samt mörker utan orienteringsmöjligheter med hjälp av till exempel upplysta samhällen och vältrafikerade vägar eller för att underlätta navigering i allmänhet, räknas normalt inte som flyginstrument. Utan navigeringsinstrument och utan hjälp av väl synlig och användbar markfast information kan man ändå navigera hjälpligt med så kallad död räkning med användning av klocka, kompass och vinduppgifter. Normalt räknas inte heller mätinstrument för till exempel övervakning av motorer (cylindertemperatur, oljetryck, oljetemperatur), elsystem och bränslesystem som flyginstrument.